# Кавкуй
Кавкуй — аул в Карасукском районе Новосибирской области. Входит в состав Михайловского сельсовета.

## География
Площадь аула — 16 гектаров

## Население
| 2002 | 2007 | 2010 |
| ---- | ---- | ---- |
| 120  | ↘100 | ↘87  |

## Инфраструктура
В ауле по данным на 2007 год функционируют 1 учреждение здравоохранения, 1 образовательное учреждение.